# Imbrasia benguelae
Imbrasia benguelae är en fjärilsart som beskrevs av Charles Oberthür 1921. Imbrasia benguelae ingår i släktet Imbrasia och familjen påfågelsspinnare. Inga underarter finns listade i Catalogue of Life.